# Amor (Landes)
|  | Per a altres significats, vegeu «Amor (desambiguació)». |

Amor (en francès Amou) és un municipi francès situat al departament de les Landes i a la regió de la Nova Aquitània.

## Demografia
| 1962                                       | 1968  | 1975  | 1982  | 1990  | 1999  | 2007  |
| ------------------------------------------ | ----- | ----- | ----- | ----- | ----- | ----- |
| 1.400                                      | 1.455 | 1.427 | 1.462 | 1.481 | 1.452 | 1.583 |
| Des de 1962: població sense dobles comptes |       |       |       |       |       |       |

## Administració
| Període | Identitat                | Partit |
| ------- | ------------------------ | ------ |
| 1.989-  | Jean-Jacques Darmaillacq | UMP    |